# Dipartimento di Ouallam
Il dipartimento di Ouallam è un dipartimento del Niger facente parte della regione di Tillabéri. Il capoluogo è Ouallam.

## Geografia antropica
Il dipartimento di Ouallam è suddiviso in 5 comuni:

### Comuni urbani
- Ouallam

### Comuni rurali
- Banibangou
- Dingazi
- Simiri
- Tondikiwindi